# Ahmed El-Kawiseh
Ahmed El-Kawiseh –en árabe, أحمد الكويسح– (Trípoli, 24 de marzo de 1989) es un deportista libio que compite en judo. Ganó tres medallas en el Campeonato Africano de Judo entre los años 2011 y 2015.

## Palmarés internacional
| Campeonato Africano | Campeonato Africano | Campeonato Africano | Campeonato Africano |
| Año                 | Lugar               | Medalla             | Categoría           |
| ------------------- | ------------------- | ------------------- | ------------------- |
| 2011                | Dakar (Senegal)     | Medalla de plata    | –66 kg              |
| 2012                | Agadir (Marruecos)  | Medalla de oro      | –66 kg              |
| 2015                | Libreville (Gabón)  | Medalla de bronce   | –66 kg              |